# Алтарный крест

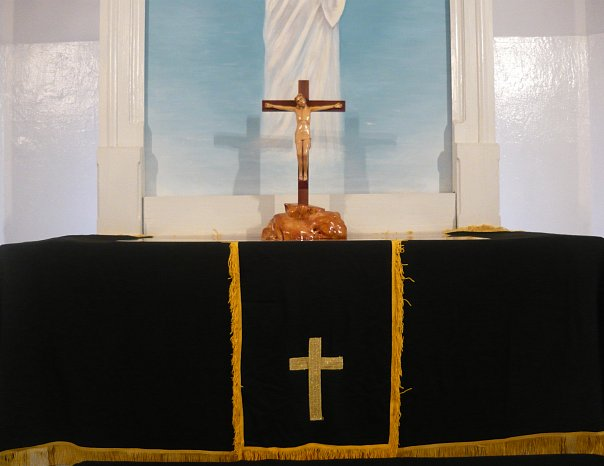
Алтарный крест в лютеранской церкви города Пушкин

Алтарный крест — либо распятие на алтаре (напрестольный крест); либо хранящийся за алтарем запрестольный выносной крест, выносимый для церковных церемоний.
Атрибут и украшение алтаря в форме небольшого креста. Изготавливается из дерева и может восприниматься как реликвия церкви. 
Появились в VI веке, но в церковный обиход вошли только к XII веку. В древности алтарные кресты могли быть больших размеров и изготавливаться из золота. 
Символически алтарный крест маркирует алтарь как Голгофу, на котором совершилась жертва искупления людей кровью Иисуса Христа. Поэтому нередки алтарные кресты с распятиями. Алтарные кресты встречаются в церквях как западной, так и восточной традиции (см. напрестольный крест).
По бокам от креста могут находиться алтарные свечи.